# Двадцать шестое правительство Израиля
Двадцать шестое правительство Израиля (ивр. ממשלת ישראל העשרים ושש‎) было сформировано лидером партии Авода Ш.Пересом 22 ноября 1995 года, после убийства Ицхака Рабина 4 ноября 1995. Перес сохранил ту же правящую коалицию, что и в предыдущем правительстве — Авода, Мерец и Йуд, которые вместе располагали 58 из120 мест в Кнессете, но пользовались при этом поддержкой партии Хадаш и Арабской демократической  партии.
Авода победила на выборах в Кнессет в мае 1996 года, но при этом Перес проиграл Биньямину Нетаньяху на первых прямых выборах премьер-министра, и лидер блока Ликуд сформировал двадцать седьмое правительство Израиля.

## Состав правительства
| Должность                                           | Имя, фамилия                | Партийная принадлежность   |
| --------------------------------------------------- | --------------------------- | -------------------------- |
| Премьер-министр                                     | Шимон Перес                 | Авода                      |
| Министр сельского хозяйства                         | Яаков Цур                   | Не был депутатом Кнессета1 |
| Министр связи                                       | Шуламит Алони               | Мерец                      |
| Министр обороны                                     | Шимон Перес                 | Авода                      |
| Министр образования, культуры и спорта              | Амнон Рубинштейн            | Мерец                      |
| Министр энергетики и инфраструктуры                 | Гонен Сегев                 | Йуд                        |
| Министр охраны окружающей среды                     | Йоси Сарид                  | Мерец                      |
| Министр финансов                                    | Авраам Шохат                | Авода                      |
| Министр иностранных дел                             | Эхуд Барак2                 | Авода                      |
| Министр здравоохранения                             | Эфраим Снэ                  | Авода                      |
| Министр строительства                               | Биньямин Бен-Элиэзер        | Авода                      |
| Министр абсорбции                                   | Яир Цабан                   | Мерец                      |
| Министр торговли и промышленности                   | Михаэль Хариш               | Авода                      |
| Министр внутренних дел                              | Хаим Рамон                  | Авода                      |
| Министр внутренней безопасности                     | Моше Шахаль                 | Авода                      |
| Министр юстиции                                     | Давид Либаи                 | Авода                      |
| Министр труда и социального обеспечения             | Ора Намир (до 21 мая 1996)3 | Авода                      |
| Министр кабинета премьер-министра                   | Йоси Бейлин                 | Авода                      |
| Министр по делам религий                            | Шимон Шетрит                | Авода                      |
| Министр науки и искусств                            | Шуламит Алони               | Мерец                      |
| Министр туризма                                     | Узи Барам                   | Авода                      |
| Министр транспорта                                  | Исраэль Кессар              | Авода                      |
| Министр без портфеля                                | Иехуда Амиталь              | Не был депутатом Кнессета4 |
| Заместитель министра сельского хозяйства            | Валид Хадж Яхья             | Мерец                      |
| Заместитель министра обороны                        | Ури Ор (с 27 ноября 1995)   | Авода                      |
| Заместитель министра образования, культуры и спорта | Миха Голдман                | Авода                      |
| Заместитель министра иностранных дел                | Эли Даян                    | Авода                      |
| Заместитель министра здравоохранения                | Ноаф Масальха               | Авода                      |
| Заместитель министра строительства                  | Эли Бен-Менахем             | Авода                      |
| Заместитель министра строительства                  | Алекс Гольдфарб             | Йуд                        |
| Заместитель министра промышленности и торговли      | Маша Любельски              | Авода                      |
| Заместитель министра внутренних дел                 | Салах Тариф                 | Авода                      |

1Хотя Цур не был депутатом Кнессета в тот момент, он избирался ранее по списку Маарах, и являлся членом партии Авода.
2Хотя Барак не был депутатом Кнессета в тот момент, он был избран в следующий состав Кнессета по списку Авода
3Намир оставила пост в связи с назначением послом в Китай.
4Хотя Амиталь не был депутатом Кнессета в тот момент, он был основателем партии Меймад.